# Lois Maxwell
Lois Maxwell, nascida Lois Hooker, (Kitchener, 14 de fevereiro de 1927 — Perth, 29 de setembro de 2007) foi uma atriz canadense, conhecida por interpretar a Miss Moneypenny em catorze filmes de James Bond (1962-1985), ao lado de Sean Connery, George Lazenby e Roger Moore (sendo amiga íntima deste último). 
Posteriormente, foi substituída por outras atrizes, como: Carolina Bliss (1987-1989), que atuou ao lado de Timothy Dalton e Samantha Bond (1995-2002), que atuou ao lado de Pierce Brosnan. Nas versões ilegítimas Casino Royale (1967) e Never Say Never Again (1983), o papel foi desempenhado pelas atrizes Barbara Bouchet e Pamela Salem, respectivamente.

## Filmografia selecionada

Maxwell no papel que a consagrou no cinema, a Miss Moneypenny dos filmes de James Bond.

- A Matter of Life and Death (1946) com Kevin Shirley
- Dr. No (1962) com Sean Connery
- Lolita (1962) com James Mason
- From Russia With Love (1963) com Sean Connery
- The Haunting (1963) (1963) com Richard Johnson
- Goldfinger (1964) com Sean Connery
- Thunderball (1965) com Sean Connery
- You Only Live Twice (1967) com Sean Connery
- On Her Majesty's Secret Service (1969) com George Lazenby
- The Adventurers (1970) com Bekim Fehmiu
- Diamonds Are Forever (1971) com Sean Connery
- Live and Let Die (1973) com Roger Moore
- The Man with the Golden Gun (1974) com Roger Moore
- The Spy Who Loved Me (1977) com Roger Moore
- Moonraker (1979) com Roger Moore
- For Your Eyes Only (1981) com Roger Moore
- Octopussy (1983) (1983) com Roger Moore
- A View to a Kill (1985) com Roger Moore

Como curiosidade, Lois Maxwell e Roger Moore têm a mesma idade, além de terem encerrado suas participações na franquia 007 ao mesmo tempo (logo após A View to a Kill).